# Marie Neurath
Marie Neurath, née Marie Reidemeister (27 mai 1898 - 10 octobre 1986) est une graphiste et chercheuse allemande. Elle s’intéresse à la représentation d’informations complexes, notamment sous la forme de pictogrammes ou de dessins.

## Biographie
Marie Reidemeister naît à Brunswick en 1898. Elle étudie les mathématiques et la physique à l’université de Göttingen lorsqu’elle rencontre Otto Neurath, lors d’un voyage d’études à Vienne en 1924. Il lui propose de rejoindre son équipe au Musée socio-économique (Gesellschafts- und Wirtschaftsmuseum), ce qu’elle accepte à compter de mars 1925. Elle travaille à la transformation de données ou d’informations textuelles en schémas (ce qui se situe à l’intersection de la visualisation de données et de l’infographie moderne). Avec Gerd Arntz, à partir de 1928, ils forment un groupe de travail qui aboutit à la « méthode de Vienne », premier nom donné au système de pictogrammes utilisé au musée,. En 1934, après la guerre civile autrichienne, les trois membres du groupe déménagent à La Haye, aux Pays-Bas. C’est alors que Marie Reidemeister trouve l’acronyme ISOTYPE (pour International System of Typographic Picture Education) pour nommer leurs travaux, les termes « méthode de Vienne » ne correspondant plus à leur localisation géographique. 
Lorsque de l’invasion des Pays-Bas par les forces nazies en mai 1940, Marie et Otto Neurath décident de fuir en bateau jusqu’au Royaume-Uni. Ils sont considérés par les britanniques comme « civils ressortissants d’une puissance ennemie » et donc internés séparément sur l’Île de Man ; ils y restent jusqu’en février 1941, puis s’installent à Oxford avec le soutien d’autres chercheurs. C’est aussi en 1941 qu’ils se marient. Ils fondent l’Isotype Institute l’année suivante : tous deux ont les mêmes responsabilités ; lorsque Otto décède en 1945, Marie Neurath s’entoure d’une équipe pour lui permettre de poursuivre les travaux entrepris.
À partir de 1944 et jusqu’au début des années 1970, Marie Neurath réalise également des livres pour enfants illustrés de diagrammes expliquant des sujets scientifiques variés. La série The Visual History of Mankind, initiée en 1944 avec Otto et parue en 1948, se compose de trois livres, dont les pages sont structurées autour de graphes ou de dessins reposant sur l’ISOTYPE : en se basant sur ces explications imagées, le jeune lectorat est invité à l’analyser pour répondre à une série de questions. 
En 1950, elle participe à la réalisation de documents et d’affiches pour la population nigeriane, à la demande d’Obafemi Awolowo : ces travaux s’appuient sur les principes de l’Isotype, avec des adaptations liées aux symboliques différentes (par exemple des couleurs) entre l’Europe et l’Afrique. 
En 1971, elle lègue les archives du couple et du projet Isotype à l’université de Reading,. 
Elle meurt à Londres en octobre 1986.

## Postérité
En 2019, ses travaux d’illustration font l’objet d’une exposition rétrospective à Londres, intitulée Marie Neurath: Picturing Science,.

## Ouvrages
- 1948 : The Visual History of Mankind, Adprint, série de trois volumes
  - Living in Early Times
  - Living in Villages and Towns
  - Living in the World